# Inga Arvad
Inga Arvad (6 octobre 1913 à Copenhague - 12 décembre 1973 près de Nogales en Arizona) est une journaliste d'origine danoise.

## Biographie
Inga Arvad naît à Copenhague le 6 octobre 1913. Elle remporte en 1931 le concours de Miss Danemark.
Elle épouse un diplomate égyptien rencontré aux Folies Bergère à Paris. En 1935, elle assiste au mariage d'Hermann Göring, à l'occasion duquel elle rencontre son témoin de mariage, Adolf Hitler. Le chancelier, charmé par Inga Arvad, lui accorde trois interviews. Elle est invitée à la loge du Führer lors des Jeux olympiques de Berlin en 1936, qu'elle couvre en tant que journaliste. De retour au Danemark, elle divorce et épouse le réalisateur Paul Fejos.
Par la suite, elle devient la maîtresse d'Axel Wenner-Gren, milliardaire suédois soupçonné d'être un agent nazi. Son yacht aurait servi à approvisionner des U-Boote qui patrouillaient près des côtes américaines. Edgar Hoover, la soupçonnant d'être une espionne, la met sur écoute téléphonique.

## Relation avec John F. Kennedy
En 1941, alors que les États-Unis vont entrer en guerre, Inga Arvad a une liaison avec John Fitzgerald Kennedy. Elle en a fait la connaissance à Washington par le truchement de Kathleen Kennedy Cavendish, sœur de John.
J. Edgar Hoover, alors à la tête du FBI, avait en sa possession des preuves matérielles de leur relation (enregistrements et photographies).

Elle était suspectée par le FBI d'être une espionne nazie. Outre ses amitiés sulfureuses, Arvad a 28 ans, est mariée et protestante alors que John était catholique.
Cette relation aurait pu coûter sa place dans la Marine au jeune Kennedy et compromettre ses ambitions politiques naissantes dans une Amérique alors puritaine.
Joe Kennedy, qui n'était pas insensible à la beauté de la jeune Inga, savait que cette relation n'était pas bonne pour son fils cadet.
Inga Arvad n'en avait pas moins compris le destin qui s'offrait à son jeune amant,.